# Бомбардировки на Дрезден
Бомбардирането на Дрезден е серия от бомбардировки над град Дрезден, Германия, осъществени от Кралските военновъздушни сили на Великобритания и ВВС на САЩ, в периода 13—15 февруари 1945 година, довели до 25 000 убити, а според други направени доклади до около 250 000 цивилни жертви. Според американското и английското командване целта възпрепятстване прехвърлянето на немски войски от западния и други фронтове на изток, по време на Втората световна война. Друга позиция по този спорен въпрос е, че така се е целял психологически натиск върху германското население и правителство.
Бомбардировката над Дрезден е използвана от Третия райх, а по-късно и от СССР, за пропагандни цели. Жертвите са завишавани многократно с пропагандна цел, понякога до 10 пъти повече от реалния им брой, а бомбардировката над града е описвана като абсолютно неоправдана.  От друга страна Съветите сочат броя на жертвите от бомбардировките на 135 000, а министерството на пропагандата на Йозеф Гьобелс дава 200 000 убити. Военната необходимост от  бомбардировките се отрича и от американския писател Кърт Вонегът, който е бил държан като военнопленник в града по време на бомбардировките, казал, че не са ускорили края на войната в Европа дори с половин секунда, не са освободили нито един концлагерист и не са влошили военната обстановка за Германия на нито един фронтови участък. А жертвите ги оценява на над 135 хиляди души. В полза на тези оценки за шестцифрен брой жертви говори и факта, че въпреки че е немския град, подлаган на най-малко въздушни нападения и не е бил превземан с щурм, той е един от най-разрушените градове в Германия, губейки между 70 и 80% от сградите си, като от големите градове по-силно засегнат е бил единствено Кьолн, от който са били заличени 90% - но той преживява над 30 масирани бомбардировки, и следователно в Дрезден са могли да се укрият в безопасни бомбоубежища и мазета в пъти по-малко хора, отколкото в други атакувани големи немски градове.
Бомбардировките на съюзниците са съгласувани със съветското командване, заедно с бомбардирането на Берлин и Лайпциг, чиято цел е да се затрудни прехвърлянето на части на Вермахта през тези градове. Дрезден става цел на съюзната авиация, защото е важен транспортен възел, и по този начин става невъзможен обходът на транспортите от Лайпциг и Берлин през Дрезден. Според британският историк Джон Фулър обаче за прекъсването на комуникациите през Дрезден е било достатъчно да се бомбардират изходите на града и не е било нужно да се бомбардира самият град – което не постига тази цел.
В резултат на бомбардировките, около една четвърт от промишлените здания са унищожени, и половината от жилищните сгради на града са срутени или тежко повредени. За няколко седмици е парализирано движението на транспорта. Жертвите сред населението се оценяват на около 25 000, а над 30 000 са ранени.
Важността за изваждането от строя на такива транспортни центрове като Берлин, Лайпциг и Дрезден се подчертава от факта, че именно под Лайпциг, в Торгау, на 27 април 1945 година, се срещат предните части на съветската и американската армия, разделяйки територията на Нацистка Германия на две.

## Предистория
В края на 1944 година, Германия воюва на два фронта: на изток срещу Червената Армия, достигнала почти до река Одер в Полша, и на запад срещу съюзническите войски, превзели Франция и достигнали линията Зигфрид и бреговете на река Рейн. Германските части отстъпват от всички фронтове, но все още се сражават. На изток съветските части воюват на територията на Полша, изтласквайки немците на запад и превземайки градовете Щтетин и Бреслау.
В началото на 1945 година, военно-политическото ръководство на съюзниците обсъжда въпроса за оказване на съдействие на съветското настъпление на запад, най-вече с помощта на стратегически бомбардировки над подбрани обекти. Планирано е да бъдат проведени бомбардировки над Берлин и няколко града в източната част на Германия. Плановете по провеждането на мащабни и интензивни бомбардировки е обсъждано през лятото на 1944 година, в рамките по подготовката на Операция „Гръмотевица“ (Thunderclap), но на 16 август те са отложени. След преразглеждане на плана е решено съюзната авиация да се ограничи в по-малко мащабни удари.
На 26 януари 1945 година началник-щабът на британските ВВС Чарлз Портал заявява, че „внезапна масирана бомбардировка не само ще внесе безпорядък в евакуацията на части от изток, но и ще затрудни прехвърлянето на войски от запад“. Заместник началник-щабът Норман Ботомли отправя запитване към началника на бомбардировъчното командване на КВВС Артър Харис, за възможността за нанасяне на бомбени удари по Берлин, Дрезден, Лайпциг и Кемниц, при подходящи метеорологични условия.
На 26 януари премиер-министърът на Великобритания Уинстън Чърчил отправя въпрос към Арчибалд Синклер, относно целесъобразността за бомбардиране на немски градове. Ден по-късно, на 27 януари Синклер отговаря, че следва да бъдат нанесени удари по Берлин, Лайпциг, Дрезден, Кемниц и други градове, където бомбардировките ще прекъснат комуникациите, необходими за евакуацията от изток и прехвърлянето на части на Вермахта на запад.
Обединените разузнавателни служби на Великобритания излизат със становище, че Германия е способна да перехвърли на източния фронт 42 дивизии от други фронтове, и ако се попречи това да се случи, може да се ускори края на Втората световна война. Изводите се основават на прехванати и разшифровани немски разговори и телеграми. Разузнаването предполагала, че прехвърлянето на части ще се случи през март 1945 година, поради което трябва бързо да се вземе решение за използването на стратегическата авиация, за да се попречи това да се случи.
Съветската страна на няколко пъти отправя апел за помощ, която може да бъде оказана посредством атаки от стратегическите бомбардировачи, за тяхното натъпление към столицата. Американският посланик в СССР Уилям Хариман обсъжда тази тема със Сталин, както и със заместника на генерал Дуайт Айзенхауер – британския маршал от авиацията Артур Тедер.
На 31 януари, след разглеждане на доклада Strategic Bombing in Relation to the Present Russian Offensive и след консултации със съветската страна, ръководството на британските КВВС изработва план, според който някои немски градове трябва да бъдат бомбардирани.
На 8 февруари 1945 година, червеноармейците прекосяват река Одер, установявайки позиции на 70 км. от Берлин.
По време на Ялтенската конференция, съюзниците взимат решение за провеждане на бомбардировка над Дрезден. Първият заместник началник на съветския Генщаб – генерал Алексей Антонов отправя на конференцията два въпроса към съюзниците, относящи се за използоването на стратегическата авиация:
- Първия въпрос касае разделителната линия, която да избегне нанасянето на „приятелски“ удари над съветските части, което включва забрана за бомбардирането на източните райони, без изричното съгласие на командването на РККА.
- Втория въпрос засяга противодействието срещу опитите на Германия да прехвърли войски от Италия, Норвегия и западния фронт и парализирането на транспортните центрове Лайпциг и Берлин.

В отговор на тези въпроси е създадена работна комисия, която да обсъди и определи списък с целите, които да бъдат подложени на бомбардировка, включващи транспортни възли, нефтопреработващи предприятия, танкови и авиационни заводи, също така и градовете Берлин и Дрезден.
По време на последвалото обсъждане, съюзниците достигат до извода, че докато не бъде елиминирана транспортната връзка Дрезден, немските части ще могат да компенсират вредите, причинени върху транспортните комуникации в Лайпциг и Берлин, прехвърляйки ги през Дрезден. Генерал Антонов се съгласява и няколко дни по-късно работната комисия докладва на конференцията, че в списъка на целите е добавен и Дрезден.

## Бомбардировките
Дрезден, в сравнение с другите големи градове в Германия, е бил бомбардиран най-малко. Дори, както показва таблицата по-долу, към февруари 1945 година Дрезден практически не е бомбардиран.
| Дата             | Цел                     | Кой я провежда              | Брой самолети в акцията | Фугасни бомби, тонаж | Запалителни бомби, тонаж | Общо тонаж |
| ---------------- | ----------------------- | --------------------------- | ----------------------- | -------------------- | ------------------------ | ---------- |
| 7 октомври 1944  | Разпределителна станция | 8-а армия от ВВС на САЩ     | 30                      | 72,5                 |                          | 72,5       |
| 16 януари 1945   | Разпределителна станция | 8-а армия от ВВС на САЩ     | 133                     | 279,8                | 41,6                     | 321,4      |
| 14 февруари 1945 | По градските площади    | Кралски военновъздушни сили | 772                     | 1477,7               | 1181,6                   | 2659,3     |
| 14 февруари 1945 | Разпределителна станция | 8-а армия от ВВС на САЩ     | 316                     | 487,7                | 294,3                    | 782,0      |
| 15 февруари 1945 | Разпределителна станция | 8-а армия от ВВС на САЩ     | 211                     | 465,6                |                          | 465,6      |
| 2 март 1945      | Разпределителна станция | 8-а армия от ВВС на САЩ     | 406                     | 940,3                | 140,5                    | 1080,8     |
| 17 април 1945    | Разпределителна станция | 8-а армия от ВВС на САЩ     | 572                     | 1526,4               | 164,5                    | 1690,9     |
| 17 април 1945    | Промишлени зони         | 8-а армия от ВВС на САЩ     | 8                       | 28,0                 |                          | 28,0       |

Операцията трябвало да започне по план с атака на 8-а армия от ВВС на САЩ, на 13 февруари, но лошите атмосферни условия над Европа попречват на ВВС на САЩ да участва в акцията. В тези първи удари участва само британската авиация.
Вечерта на 13 февруари 796 бомбардировачи Avro Lancaster и 9 De Havilland Mosquito долитат над Дрезден на две вълни, хвърляйки 1478 тона фугасни и 1182 тона запалителни бомби. Първата атака е проведена от 5-а група на Кралските ВВС, която използва собствени методи за ориентиране и тактика. Самолетите взимат за ориентир стадион Ostragehege като изходна точка. Всички бомбардировачи преминават над тази точка, след което поемат по установена траектория и хвърляли бомбите през определен период от време. Първите бомби били хвърлени в 22.14 ч. централноевропейско време от всички самолети, с изключение на един, който хвърля бомбите в 22.22 ч. В този момент облаци покриват част от повърхността, и 244 „Ланкастъра“, които хвърлят 800 тона бомби, имат умерен успех. Зоната, подложена на бомбардировки, била с дължина 1,25 и широчина 1,3 мили.

## Интересни факти
След завръщането си от съветски плен през 1953, фелдмаршал Фридрих Паулус избира и се заселва символично във вилната зона над град Дрезден – Вайсер Хирш (на немски: Weißer Hirsch), където прекарва за постоянно остатъка от живота си до 1 февруари 1957 година.
Бомбардировките на Дрезден и техните мащаби стават основно известни на широката публика от бестселъра „Кланица-5“ на писателя Кърт Вонегът.